# Cromossoma 19

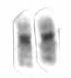
Par de cromossoma 19

O cromossoma 19 é um dos 23 pares de cromossomas do genótipo humano.

## Genes
| APOE                |
| BCKDHA              |
| DMPK                |
| GCDH                |
| HAMP                |
| MCPH2               |
| NOTCH3              |
| NRTN                |
| PRX                 |
| SLC5A5              |
| STK11               |
| EYCL1: OMIM: 227240 |
| HCL1: OMIM: 113750  |

## Doenças
- Doença de Charcot-Marie-Tooth
- Doença de Alzheimer
- Doença da urina em xarope de ácer
- Neuropatia óptica hereditária de Leber
- Síndrome de Marfan
- Síndrome de Aase